# Ancyromonas
Ancyromonas — рід одноклітинних евкаріот монотипової родини Ancyromonadidae.

## Опис
Гетеротрофні одноклітинні евкаріоти, розміром до 10 мкм. Живуть у морській воді або на суходолі у ґрунті. Рухаються за допомогою тонкого переднього джгутика. Мітохондрії мають плоскі кристи.

## Види
- Ancyromonas abrupta Skvortzov 1957
- Ancyromonas contorta (Klebs 1883) Lemmermann 1914
- Ancyromonas lata Skvortzov 1957
- Ancyromonas magna Zhang & Yang 1993
- Ancyromonas metabolica Skvortzov 1957
- Ancyromonas nitzschiae Skvortzov 1957
- Ancyromonas parasitica Massart
- Ancyromonas prima Skvortzov1957
- Ancyromonas rotundata Skvortzov 1957
- Ancyromonas rugosa Skvortzov 1957
- Ancyromonas ruminantium Certes 1899
- Ancyromonas socialis Skvortzov 1957
- Ancyromonas sigmoides Kent 1880 sensu Heiss, Walker & Simpson 2010